# Iglesia de San Martín de Envalls

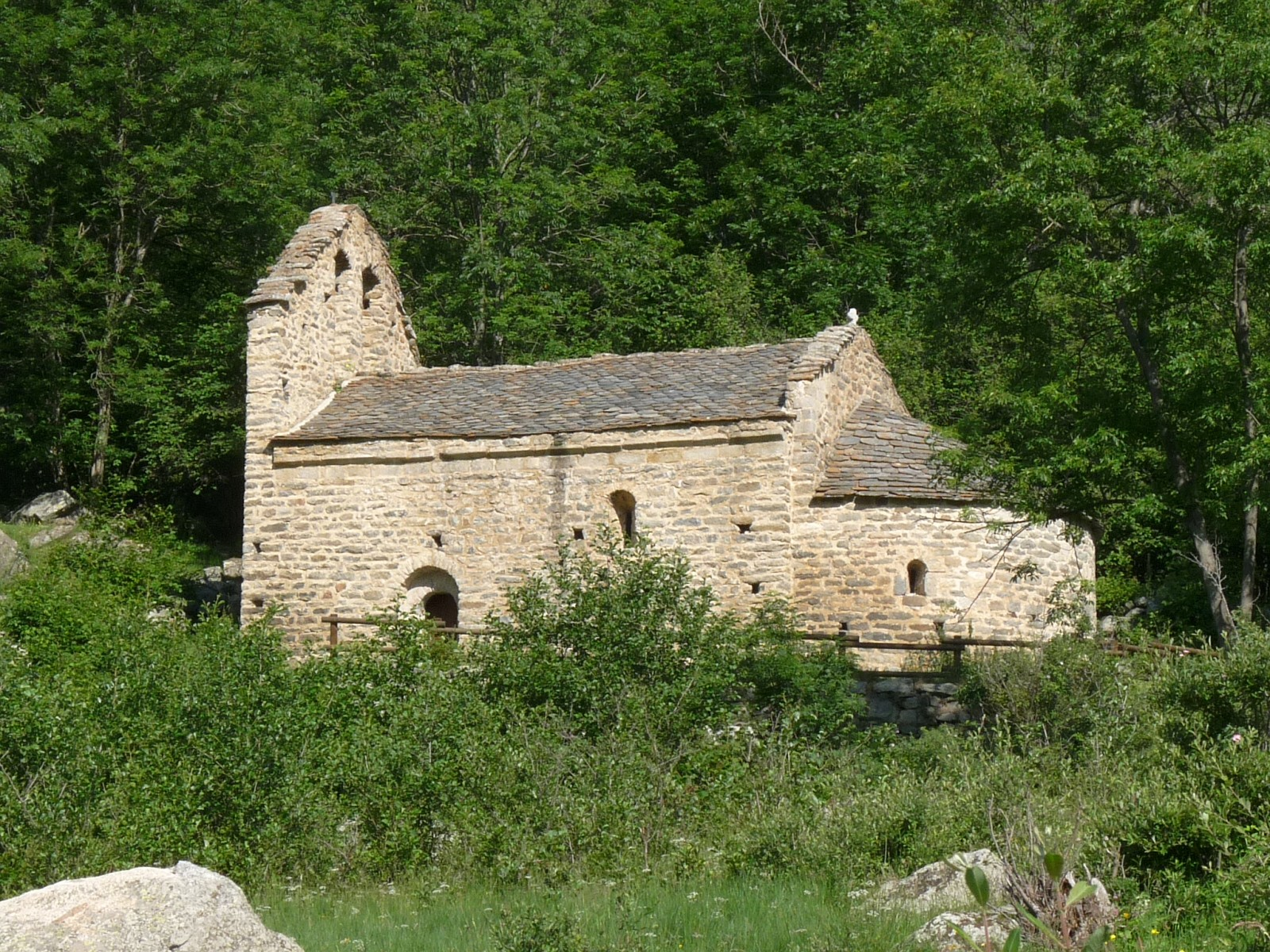
Edificio de San Martín de Envalls.

La iglesia de San Martín de Envalls (también Saint Martin de Angoustrine en francés) es una pequeña iglesia románica en la población de Angoustrine-Villeneuve-des-Escaldes (Alta Cerdaña). Está situada al pie del Carlit, en la unión de la riera de los Estanyets con el río de Angostrina a 1.340 metros de altitud, y se llega por el camino que remonta el valle de Angostrina. Bastante cerca de la iglesia hay el modesto refugio excursionista de la "Cabaña de Envalls".

## Historia
El nombre de la capilla se menciona por primera vez en el acta de consagración firmada por Bernat Roger, obispo de Urgell, del 1164.
La capilla estaba anexada a un pequeño hospital (este, entendido en el sentido medieval del término como un lugar donde la iglesia acogía y socorría los necesidades) para los pastores trashumantes que recorrían los caminos del Carlit, las Bolloses y el Capcir, en la ruta que unía la plana de la Cerdaña con las poblaciones occitanas de Ax-les-Thermes y Foix vía el valle de Orlú. El hospital estaba atendido por una pequeña comunidad de oblatos dirigida por un sacerdote. Dependió del monasterio de Santa María de Espirá de Conflent (fundado en el siglo XIII por canónigos regulares del Santo Sepulcro), que ejercía la jurisdicción.
La procedencia del nombre de Envalls no está clara. Se ha hablado de un pueblo de Envalls, destruido por un alud que sólo respetó la iglesia, pero sin más datos. El fogaje del año 1515 indicaba 2 fuegos (o familias, unas 10 personas) para San Martín de Envalls.
San Martín de Envalls fue declarado Monumento histórico de Francia  el 28 de marzo de 1996. De propiedad municipal, la iglesia había estado abandonada durante muchos años hasta que se empezó a restaurar en 1981; posteriormente, el mantenimiento anual ha sido gestionado por la asociación "Chantier Remparts"  y en la actualidad su estado de conservación es correcto.

## Arquitectura
La nave del edificio es de vuelta de cañón y acaba con un ábside semicircular con cubierta de cuarto de esfera. Sobre la fachada oeste se encuentra un campanario de espadaña de dos altas aperturas, mientras que en la fachada del mediodía -como es usual en muchas iglesias románicas- se abre la puerta, en arco de medio punto. El aparato de los muros es en piedras de granito y gres y presenta varias aperturas pequeñas y algunas ventanas (una en la fachada oeste, otra en la sur y dos en el ábside). En el interior, el pavimento de la iglesia es discontinuo, formado con piedras. En el extremo occidental de la nave se encuentra una pequeña tribuna, donde se accede por una escalera de madera.

### Imágenes

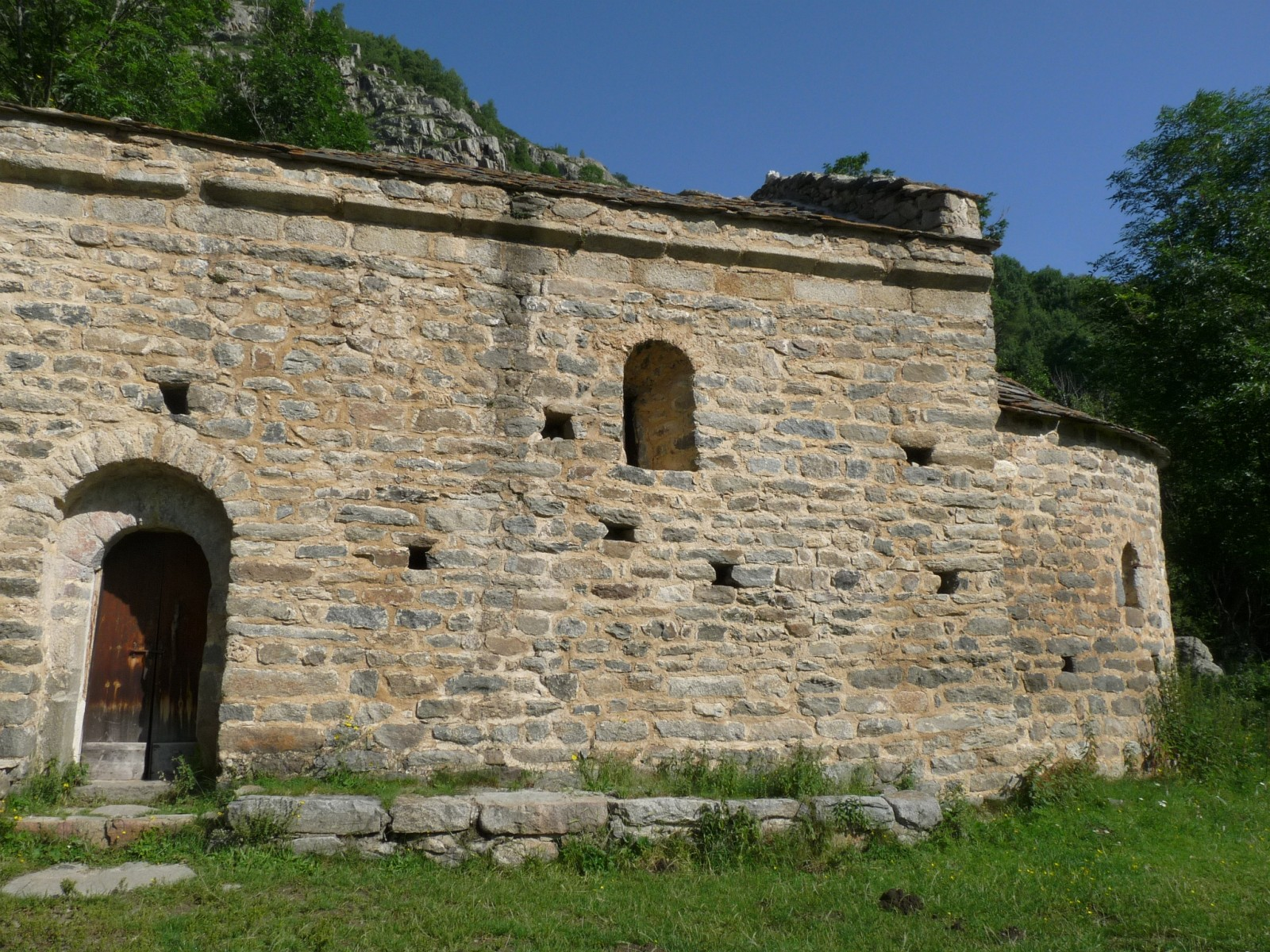
Fachada del portal
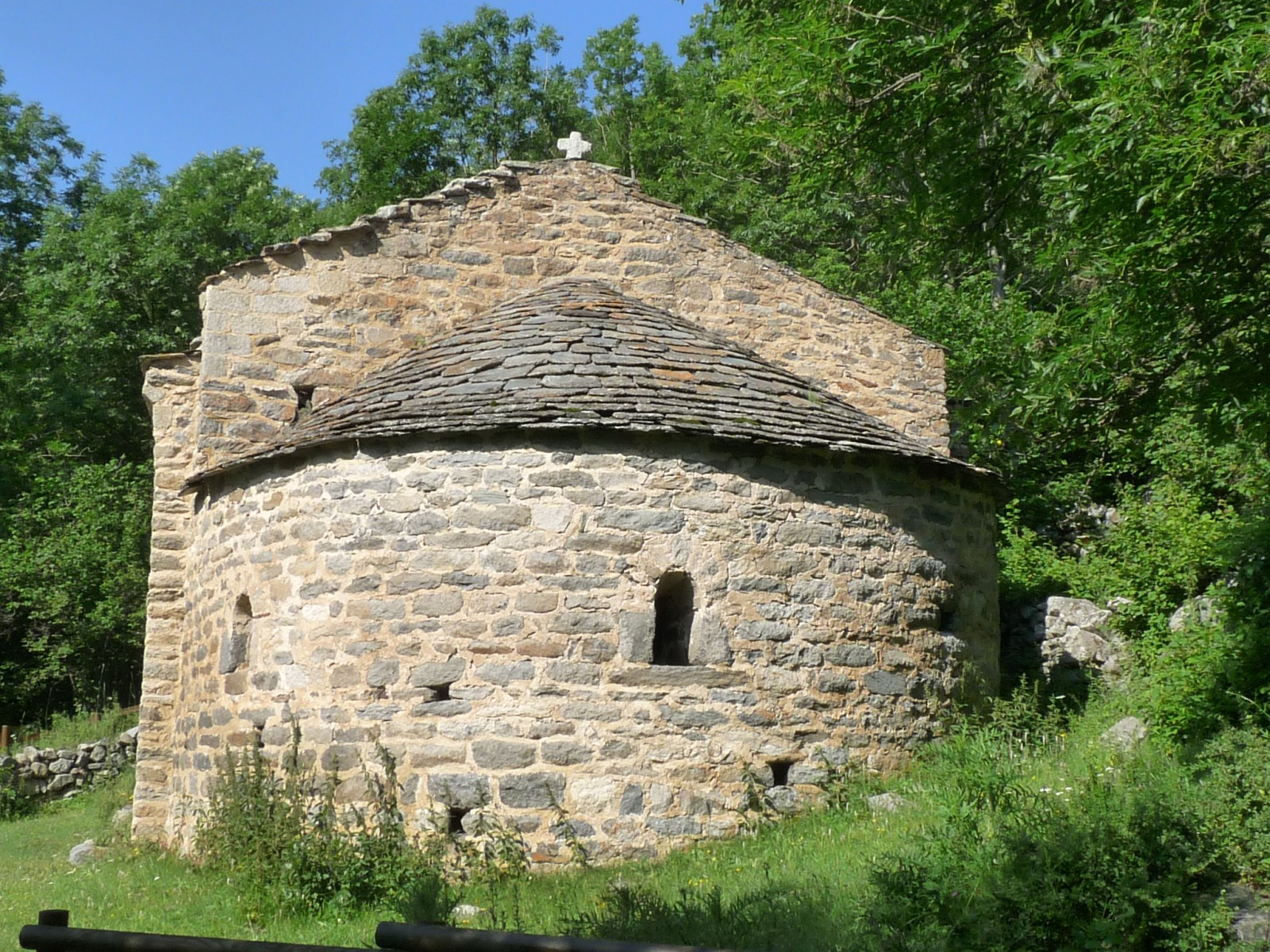
Ábside
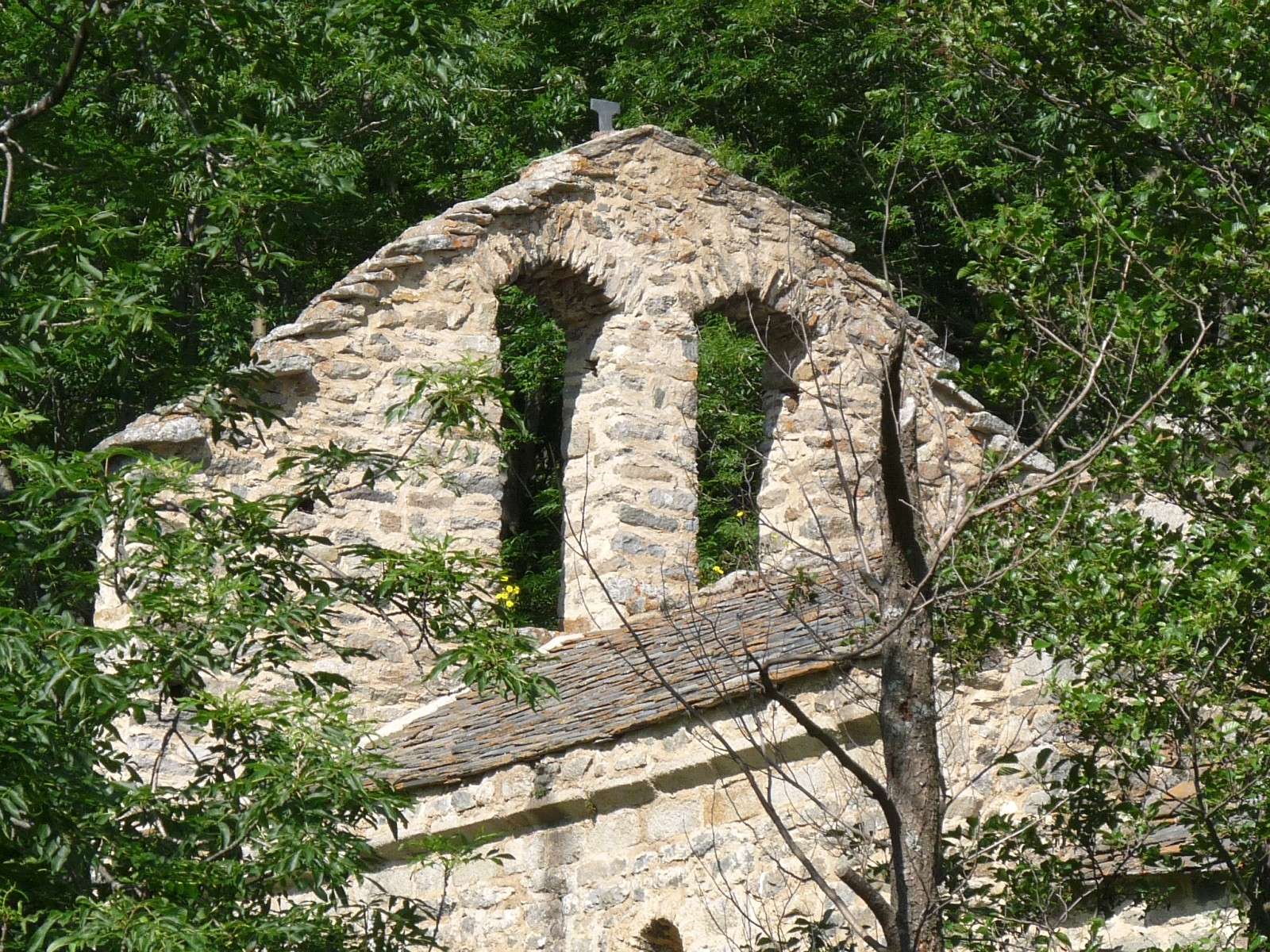
Campanario de espadanya
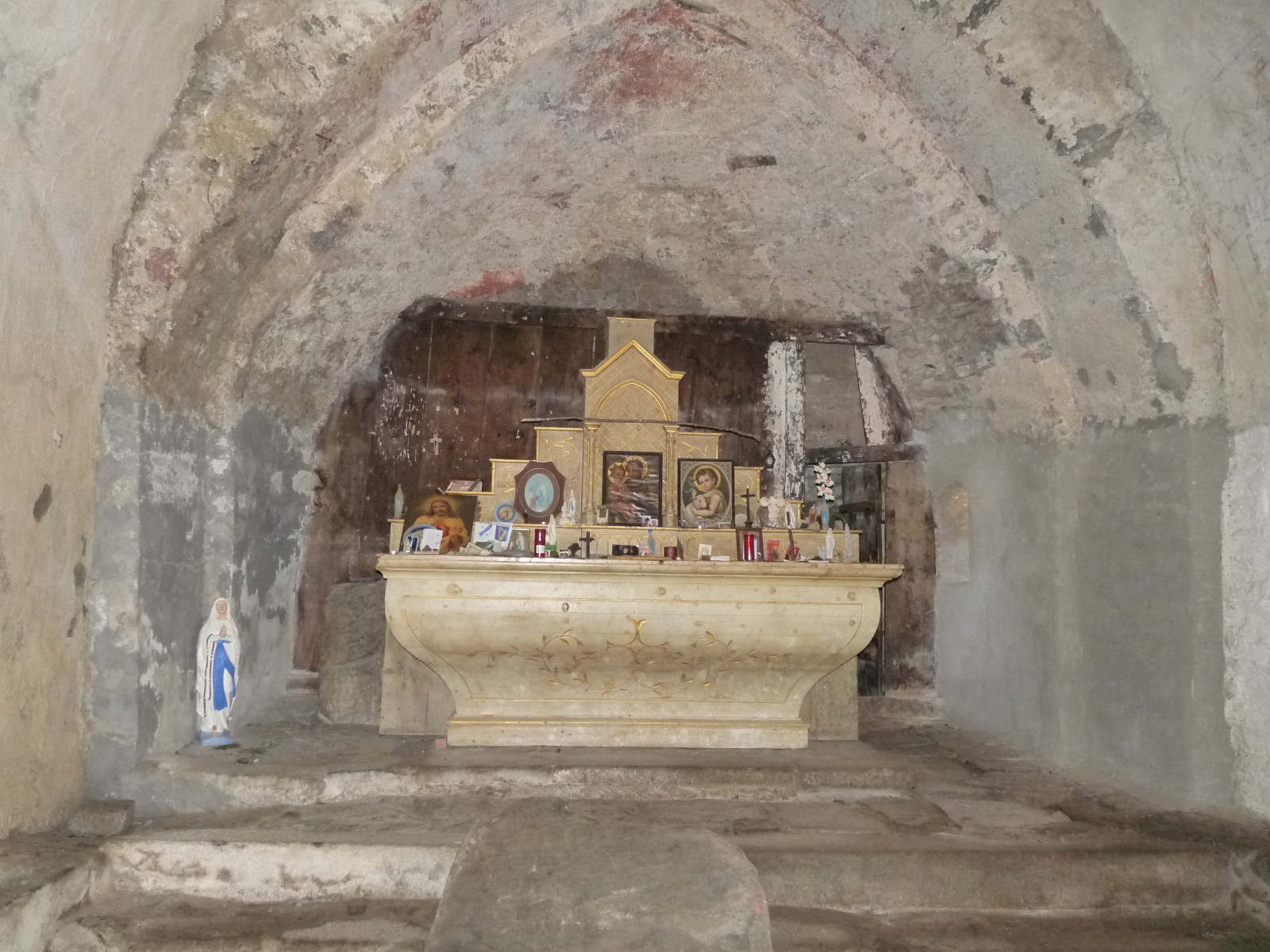
Altar
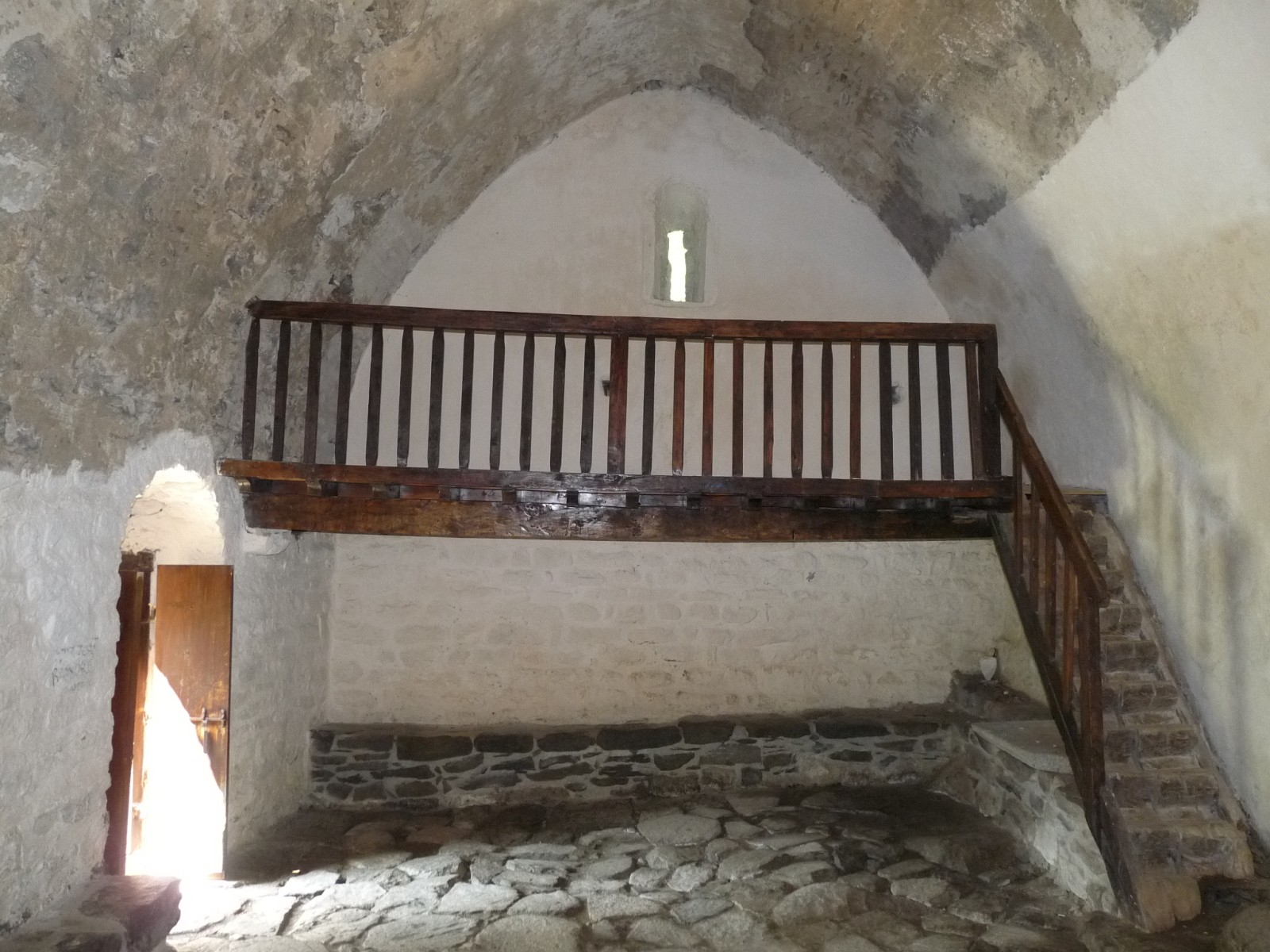
Tribuna
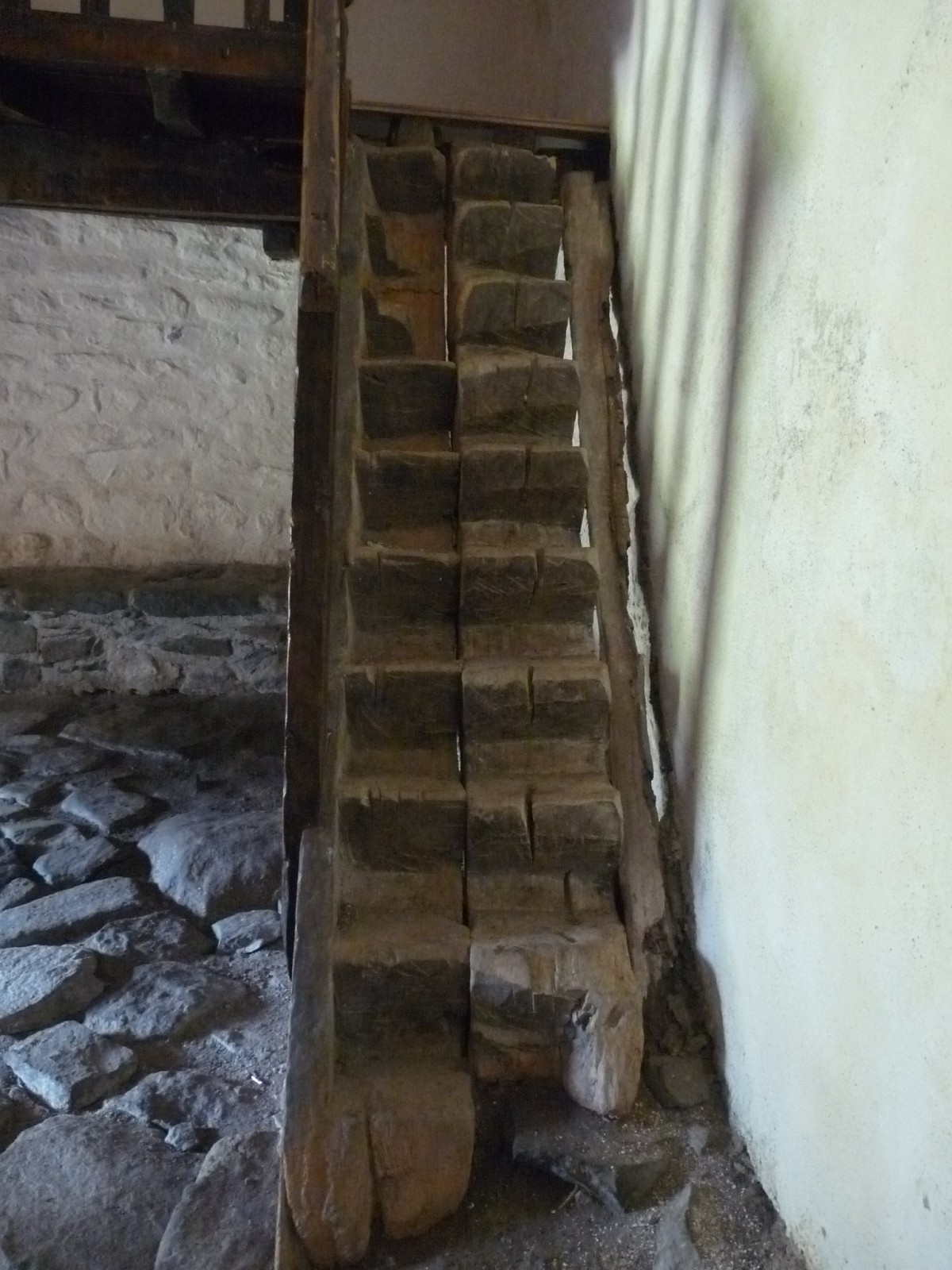
Escala y detall del paviment